# Platylister lignarius
Platylister lignarius är en skalbaggsart som först beskrevs av Lewis in Andrews 1900.  Platylister lignarius ingår i släktet Platylister och familjen stumpbaggar. Inga underarter finns listade i Catalogue of Life.